# Caribe (región)
El Caribe es una región de América que comprende el mar Caribe, sus costas circundantes y sus islas o antillas (América insular). La región se encuentra al sureste del Golfo de México y del subcontinente norteamericano, al este de Centroamérica y al norte de Sudamérica.
La región, situada en gran parte en la placa del Caribe, cuenta con más de 700 islas, islotes, arrecifes y cayos (véase la lista de islas del Caribe). Tres arcos insulares delimitan los bordes oriental y septentrional del mar Caribe: Las Antillas Mayores al norte, y las Antillas Menores y de Sotavento al sur y al este. Junto con el cercano archipiélago de las Lucayas, estos arcos insulares forman las Indias Occidentales. 
A veces se considera que las Bahamas y las Islas Turcas y Caicos forman parte del Caribe, aunque no estén ni dentro del mar Caribe ni en su borde. Sin embargo, Bahamas es un Estado miembro de pleno derecho de la Comunidad del Caribe y las Islas Turcas y Caicos son un miembro asociado. Belice, Guyana y Surinam también se consideran parte del Caribe a pesar de ser países continentales. Belice posee litoral en el mar Caribe, mientras que Guyana y Surinam no tienen acceso directo al mar Caribe, aunque todos son miembros plenos de la Comunidad del Caribe y la Asociación de Estados del Caribe. Varias regiones de América del Norte y del Sur continental también suelen considerarse parte del Caribe por sus vínculos políticos y culturales con la región o por tener litoral en el Mar Caribe. Entre ellas se encuentran Belice, la región caribeña de Colombia, el Caribe venezolano, Quintana Roo en México (formado por Cozumel y la costa caribeña de la península de Yucatán) y las Guayanas (Guyana, Surinam, Guayana Francesa, la región Guayana en Venezuela y Amapá en Brasil).

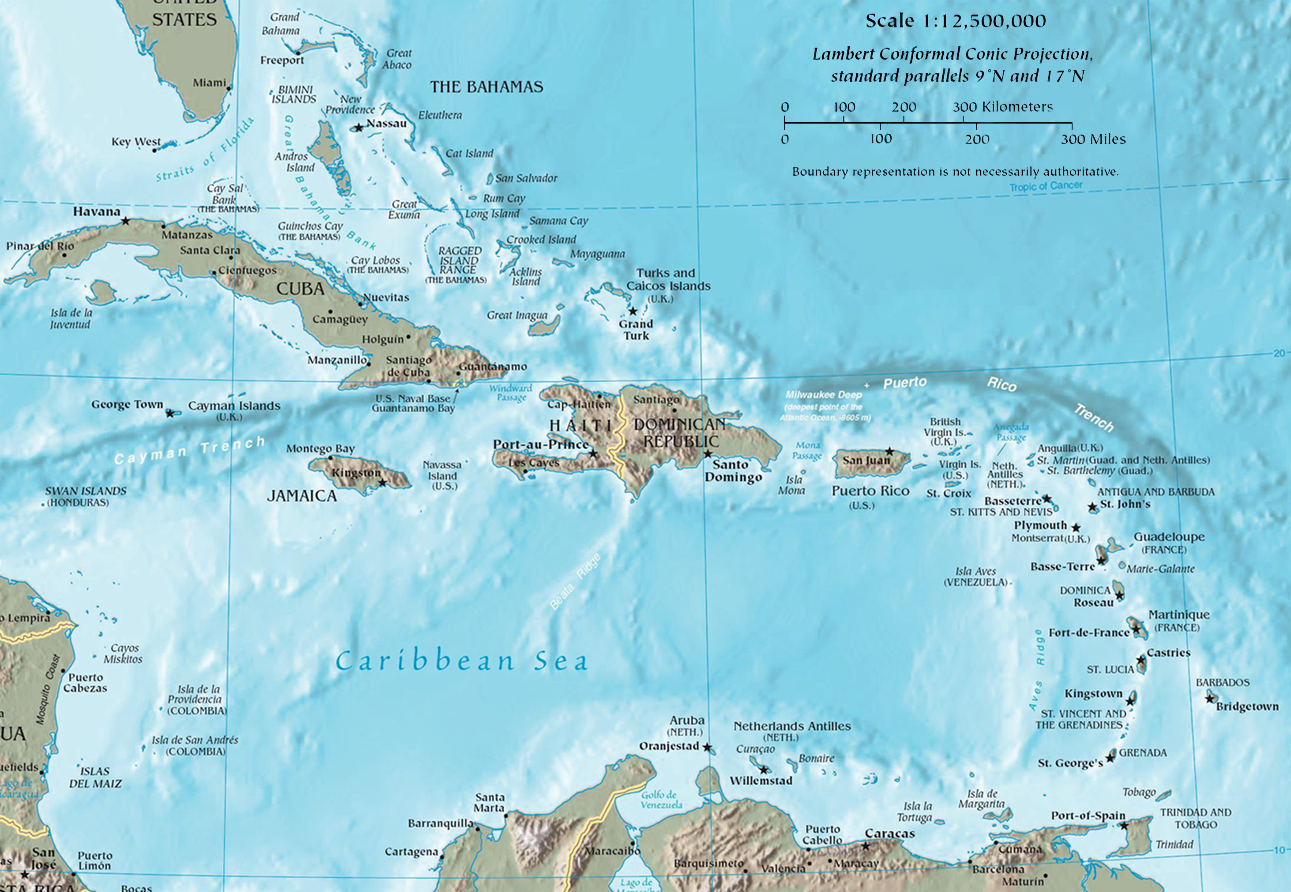
Mapa político del Caribe

Con un clima mayoritariamente tropical, los climas están muy condicionados por las temperaturas del mar y las precipitaciones, y la temporada de huracanes suelen provocar regularmente desastres naturales. Debido a su clima tropical y a su geografía insular de baja altitud, el Caribe es vulnerable a una serie de efectos del cambio climático, como el aumento de la intensidad de las tormentas, la intrusión de agua salada, la subida del nivel del mar y la erosión costera, y variabilidad de las precipitaciones. Estos cambios climáticos modificarán en gran medida las economías de las islas, y especialmente las principales industrias de la agricultura y el turismo.
El Caribe estuvo habitado por pueblos indígenas desde al menos el año 6000 a. C. Con la llegada de Colón a La Española, los españoles establecieron la primera colonia permanente en la región, y la población nativa fue rápidamente diezmada por la esclavitud y las enfermedades. Los europeos sustituyeron a los nativos por africanos esclavizados en la mayoría de las islas. : 4–6 Tras la independencia de Haití de Francia a principios del siglo XIX y el declive de la esclavitud en el siglo XIX, las naciones insulares del Caribe se independizaron gradualmente, con una oleada de nuevos estados durante las décadas de 1950 y 1960. Debido a la proximidad con los Estados Unidos, también hay una larga historia de intervención estadounidense en los asuntos de la región. En 1823, el expresidente de Estados Unidos James Monroe formuló una nueva estrategia política que desde entonces se conoce como la Doctrina Monroe sobre el hemisferio.

## Etimología y definición
La región toma su nombre del de los caribes, un grupo étnico presente en las Antillas Menores y partes de la Sudamérica adyacente en la época de la conquista española de América. El término fue popularizado por el cartógrafo británico Thomas Jefferys, que lo utilizó en su The West-India Atlas (1773).
La palabra «Caribe» tiene múltiples usos, siendo los principales el geográfico y el político. El Caribe también puede ampliarse para incluir territorios con fuertes conexiones culturales e históricas con África, la esclavitud, la colonización europea y el sistema de plantaciones.
- El geosistema de las Naciones Unidas para las Américas incluye al Caribe como una región distinta dentro de las Américas.
- Desde el punto de vista fisiográfico, la región del Caribe es principalmente una cadena de islas que rodean el Mar Caribe. Al norte, la región limita con el Golfo de México, el Estrecho de Florida y el Océano Atlántico Norte, que se encuentra al este y al noreste. Al sur se encuentra la costa del continente sudamericano.
- Desde el punto de vista político, el «Caribe» puede centrarse considerando agrupaciones socioeconómicas más estrechas y más amplias:
  - En su núcleo se encuentra la Comunidad del Caribe (CARICOM), cuyos miembros de pleno derecho son la Mancomunidad de las Bahamas en el Atlántico, la República Cooperativa de Guyana y la República de Surinam en Sudamérica, y Belice en Centroamérica; entre sus miembros asociados se encuentran las Bermudas y las Islas Turcas y Caicos en el Atlántico.
  - Más expansiva es la Asociación de Estados del Caribe (AEC), que incluye a casi todas las naciones de la región que rodea el mar Caribe y también a El Salvador en el Océano Pacífico. Según la AEC, la población total de sus Estados miembros es de 227 millones de personas.[14]

El nombre «Caribe» se deriva de los «caribes», nombre utilizado para describir la etnia amerindia predominante en la región en la época del primer contacto con los europeos a finales del siglo XV. El navegante italiano Américo Vespucio afirmaba que el término Charaibi entre los indígenas significaba 'hombres sabios' y es posible que este fuese utilizado para describir a los europeos a su llegada a América. Después del descubrimiento de las Indias Occidentales por Cristóbal Colón, el vocablo español de «Antillas» fue común para este lugar; como derivado, el «mar de las Antillas» ha sido un nombre común para el mar Caribe en varios idiomas europeos. Durante las décadas siguientes al descubrimiento, el dominio español en este mar fue indiscutible y, por ende, la denominación de Antillas se mantuvo durante muchos años.

## Historia
A partir de finales del siglo XIX, Estados Unidos dio un carácter imperialista a la doctrina Monroe y comenzó a fortalecer su influencia militar, económica y política en la región del Caribe, incluso mediante intervenciones militares. El objetivo es transformar este mar en un mare nostrum por su importancia estratégica.
Entre 1891 y 1912, realizaron varias intervenciones militares: 1891, Haití; 1895, Nicaragua; 1898, Puerto Rico y Cuba; 1899, Nicaragua; 1902, Venezuela; 1903, República Dominicana y Colombia; 1904, República Dominicana y Guatemala; 1903-1906, Cuba; 1907, República Dominicana; 1909-1910, Nicaragua; 1910-1911, Honduras; 1912, Cuba, Nicaragua y República Dominicana.
Mediante la práctica de la «diplomacia del dólar», llevan a cabo intervenciones financieras que conducen al establecimiento de controles estadounidenses sobre las finanzas de varios Estados (Honduras, Nicaragua, República Dominicana, Haití). Adquirieron territorios como Puerto Rico después de la guerra contra España en 1898, y las Islas Vírgenes, compradas a Dinamarca en 1917. Algunos estados se encuentran bajo un estatus cercano al protectorado, como Cuba, en virtud de la enmienda Platt y la adquisición de la base naval de Guantánamo, y Panamá, en virtud de la Constitución panameña (redactada con la participación del cónsul estadounidense) y el despliegue permanente de fuerzas estadounidenses en la zona del canal.

## Geografía
Las islas del Caribe (las Indias Occidentales) suelen considerarse una subregión de América del Norte, aunque a veces se incluyen en América Central o se dejan como una subregión propia y se organizan en 30 territorios que incluyen estados soberanos, departamentos de ultramar y dependencias. Desde el 15 de diciembre de 1954, hasta el 10 de octubre de 2010, existió un país conocido como las Antillas Neerlandesas compuesto por cinco estados, todos ellos dependientes de los Países Bajos. Desde el 3 de enero de 1958 hasta el 31 de mayo de 1962, también existió una unión política llamada Federación de las Indias Occidentales Británicas, compuesta por diez provincias caribeñas de habla inglesa, todas ellas dependencias británicas.

### Islas de las Antillas Mayores
Las siguientes son islas que forman parte de las Antillas Mayores.

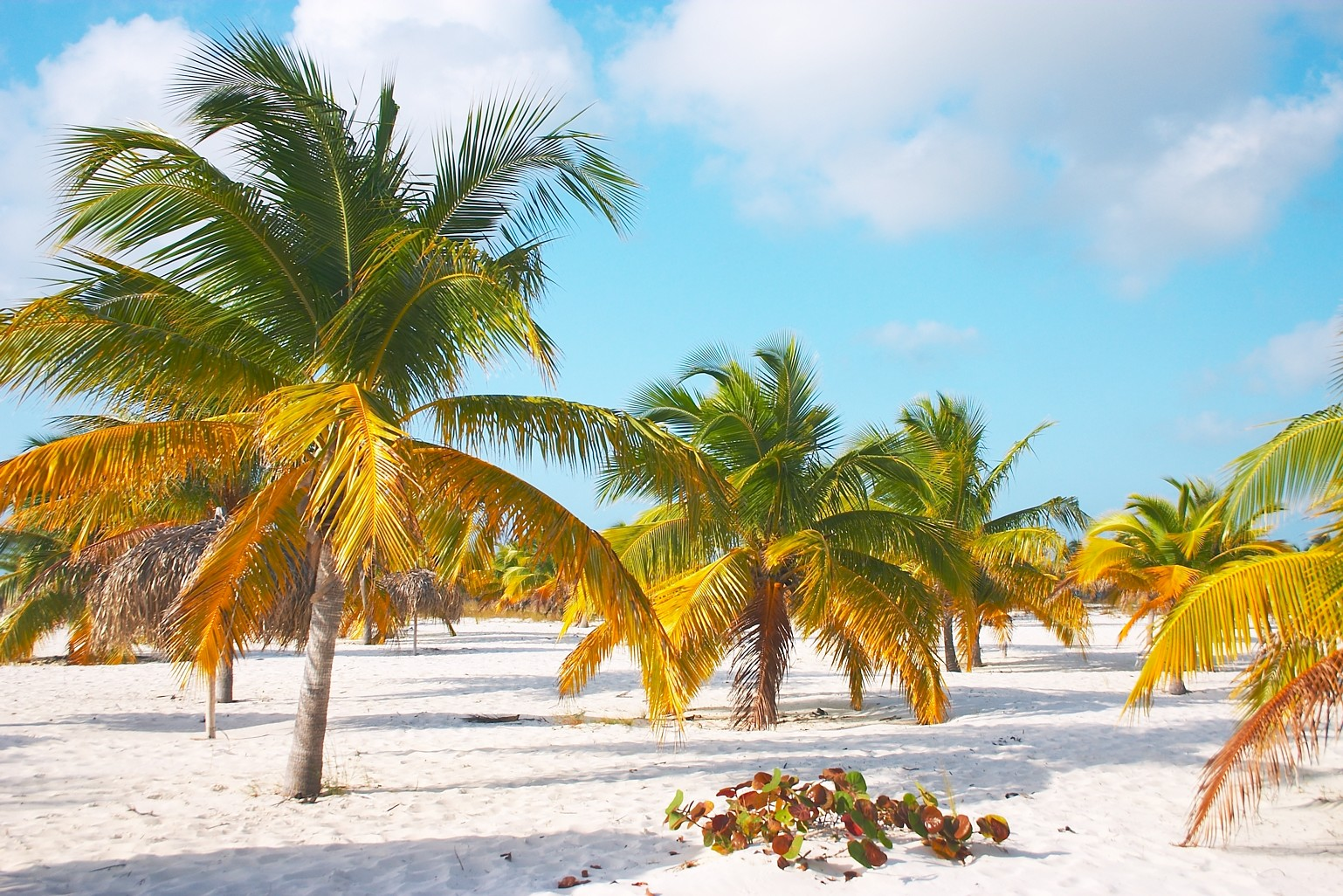
Playa Sirenas en Cayo Largo del Sur en Cuba

| - Isla de Cuba - Archipiélago de los Canarreos - Isla de la Juventud - Cayo Largo del Sur - Jardines de la Reina - Jardines del Rey - Cayo Coco - Cayo Guillermo - Cayo Romano - Cayo Blanco - Cayo Sabinal - Cayo Santa María - Cayo Guajaba - Archipiélago de los Colorados - Isla de Jamaica - Cayos de Morant - Banco de Pedro - Cayos de Pedro - Cayos de Puerto Real | - Isla La Española - En República Dominicana - Isla Saona - Isla Beata - Isla Catalina - Isla Alto Velo - Isla Cabra - Isla Cabritos - Cayos Siete Hermanos - Cayos Los Frailes - En Haití - Isla de la Gonâve - Isla de la Tortuga - Isla Vaca - Islas Cayemites - Isla de Navaza | Isla de Puerto Rico - - Isla Desecheo - Isla de Culebra - Isla de Vieques - Isla de Cabras - Isla de Piñero - Isla Culebrita - Isla Palomino - Isla de Mona - Isla de Pájaros - Isla de Ratones - Isla de Caja de Muertos - Isla Magüeyes - Isla de Cardona - Cayo Icacos - Isleta de San Juan - Islote Monito - Cayos de Barca - Cayos de Caña Gorda - Cayo Norte - Cayo Santiago - Cayo Caribe - Cayo Berberia - Cayo Luis Peña |

### Islas de las Antillas Menores
Las siguientes son islas que forman parte de las Antillas Menores.
| - Antigua y Barbuda - Antigua - Barbuda - Redonda - Barbados - Dominica - Dependencias de Francia - Guadalupe (Departamento de ultramar) - María Galante - La Désirade - Les Saintes - Martinica (Departamento de ultramar) - San Bartolomé (Colectividad de ultramar) - San Martín (Colectividad de ultramar) - Dependencias de los Estados Unidos - Islas Vírgenes Estadounidenses - Navaza | - Dependencias del Reino Unido - Anguila (Departamento de ultramar) - Bermudas (Departamento de ultramar) - Islas Caimán (Departamento de ultramar) - Islas Turcas y Caicos (Departamento de ultramar) - Islas Vírgenes Británicas (Departamento de ultramar) - Montserrat (Departamento de ultramar) - Granada - Carriacou - Isla Ronde - Pequeña Martinica - Dependencias de los Países Bajos - Aruba (parte del Reino de los Países Bajos) - Bonaire (parte del Caribe Neerlandés) - Curazao (parte del Reino de los Países Bajos) - Saba (parte del Caribe Neerlandés) - San Eustaquio (parte del Caribe Neerlandés) - San Martín (parte del Reino de los Países Bajos) | - San Cristóbal y Nieves - San Cristóbal - Nieves - San Vicente y las Granadinas - Baliceaux - Bequia - Canouan - Mayreau - Mustique - Isla Palm - Pequeño San Vicente - Cayos de Tobago - Unión - Isla Young - San Vicente - Santa Lucía - Trinidad y Tobago - Trinidad - Tobago - Isla Chacachacare - Isla Gaspar Grande - Isla Gasparillo - Isla Huevos - Isla Monos - Pequeña Tobago |

### Islas de las Lucayas
Las siguientes son islas que pertenecen a las Lucayas.
| - Bahamas - Andros - Gran Ábaco - Gran Inagua - Gran Bahama - Long Island - Acklins - Eleuthera | - - Isla Cat - Exuma - Mayaguana - Isla de Crooked - Nueva Providencia - San Salvador - Dependencias del Reino Unido - Islas Turcas y Caicos (Departamento de ultramar) |

### Países continentales con costa caribeña
| - Belice - Cayo Ambergris - Ciudad de Belice - Big Creek - Cayo Corker - Arrecifes Glover - Cayos Hicks - Lighthouse Reef - South Water Caye - Islas Turneffe - Colombia - Bolívar - Isla Tierra Bomba - Isla Fuerte - Islas del Rosario - Atlántico - Magdalena - La Guajira - Córdoba - Isla Tortuguilla - Sucre - Archipiélago de San Bernardo - San Andrés, Providencia y Santa Catalina - Isla de San Andrés - Isla de Providencia - Isla Santa Catalina - Antioquia - Urabá - Chocó - Acandí - Costa Rica - Provincia de Limón - Estados Unidos - Florida del Sur (Estado) - Guatemala - Izabal - Livingston - Puerto Barrios - Guyana | - Honduras - Atlántida - La Ceiba - Tela - Colón - Tocoa - Trujillo - Cortés - Omoa - Puerto Cortés - Gracias a Dios - Puerto Lempira - Islas de la Bahía - Guanaja - Roatán - Útila - Cayos Cochinos - Islas del Cisne - México - Quintana Roo - Akumal - Banco Chinchorro - Cancún - Chetumal - Laguna Boca Paila - Mahahual - Playa del Carmen - Punta Allen - Punta Maroma - Puerto Aventuras - Puerto Cancún - Puerto Morelos - Isla Contoy - Isla de Cozumel - Isla Holbox - Isla Mujeres - Sian Ka'an - Tulum - Xcalak - Xcaret - Xel Há - Xpu-Há - Nicaragua - Islas del Maíz - Cayos Miskitos - Cayos Perlas - Panamá - Comarca Guna Yala - Arridup - Canal de Panamá - Bocas del Toro - Provincia de Colón - Provincia de Veraguas - Comarca Ngäbe-Buglé - Surinam | - Venezuela - Estado Anzoátegui - Islas Chimanas - Islas Borrachas - Isletas de Píritu - Isla de Plata - Isla de Monos o Guaracaro - Estado Carabobo - Isla Larga - Isla Santo Domingo - Estado Falcón - Cayo Sombrero - Cayo Peraza - Cayo Muerto - Península de Paraguaná - Estado Miranda - Estado Nueva Esparta - Isla de Margarita - Isla de Coche - Isla de Cubagua - Estado Monagas - Isla Venado - Estado Sucre - Islas Caracas - Isla Caribe - Islotes Los Lobos - Estado La Guaira - Estado Yaracuy - Estado Zulia - Isla de San Carlos - Isla de Toas - Isla de Zapara - Isla Los Pájaros - Islas Pescadores - Isla de Providencia - Dependencias Federales Venezolanas - Archipiélago Los Monjes - Archipiélago Las Aves - Archipiélago Los Testigos - Archipiélago de Los Frailes - Islas Los Hermanos - Isla de Aves - Isla La Sola - Isla La Tortuga - Cayo Herradura - Islas Los Tortuguillos - Isla La Orchila - Isla La Blanquilla - Isla de Patos - Archipiélago Los Roques - Gran Roque - Francisquí - Isla Larga - Nordisquí - Madrisquí - Crasquí - Cayo Espenquí - Cayo Carenero - Cayo de Agua - Dos Mosquises - Cayo Sal - Cayo Grande |

### Mapa interactivo del Caribe

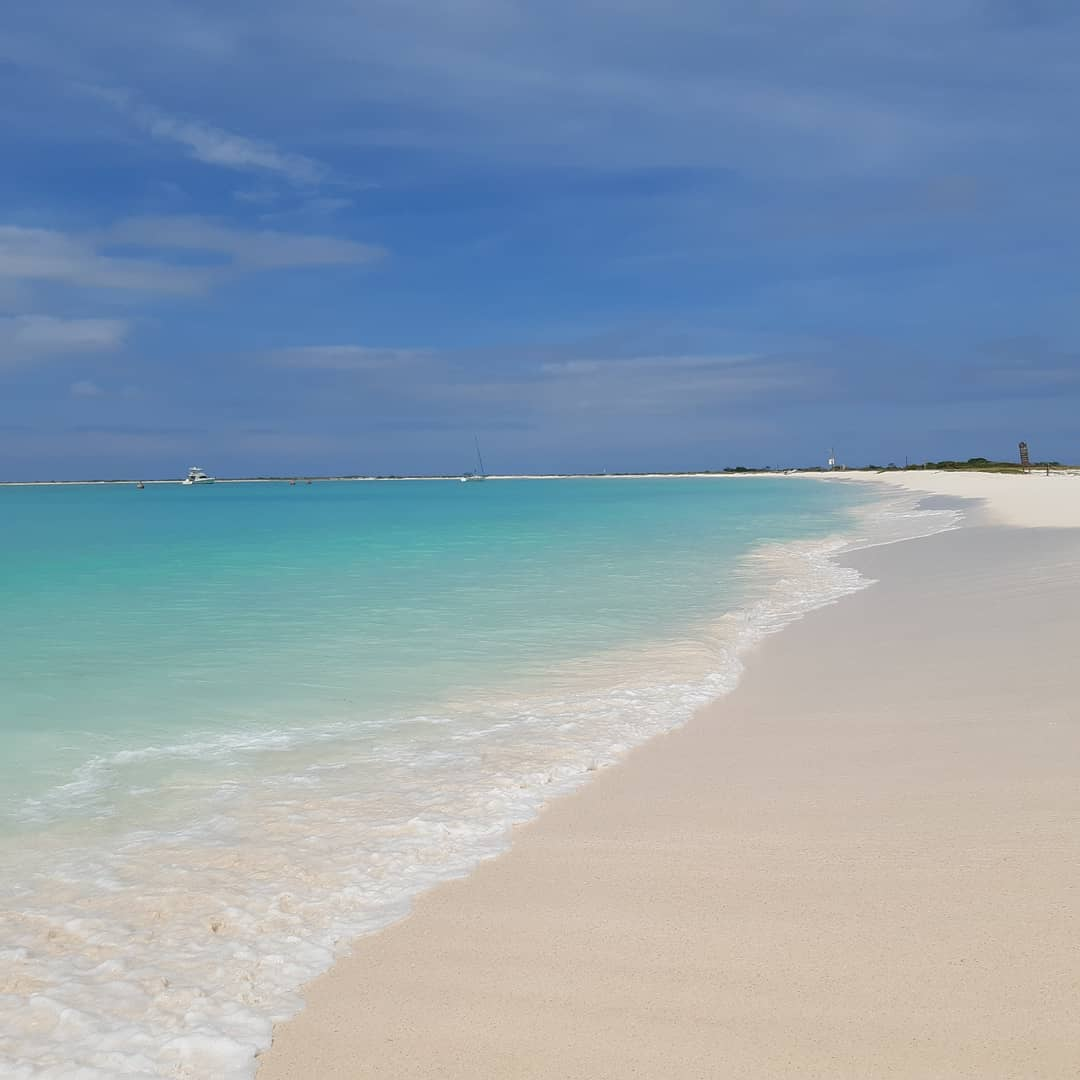
Playa Caldera, en la Isla de la Tortuga, Dependencias Federales de Venezuela

### Clima

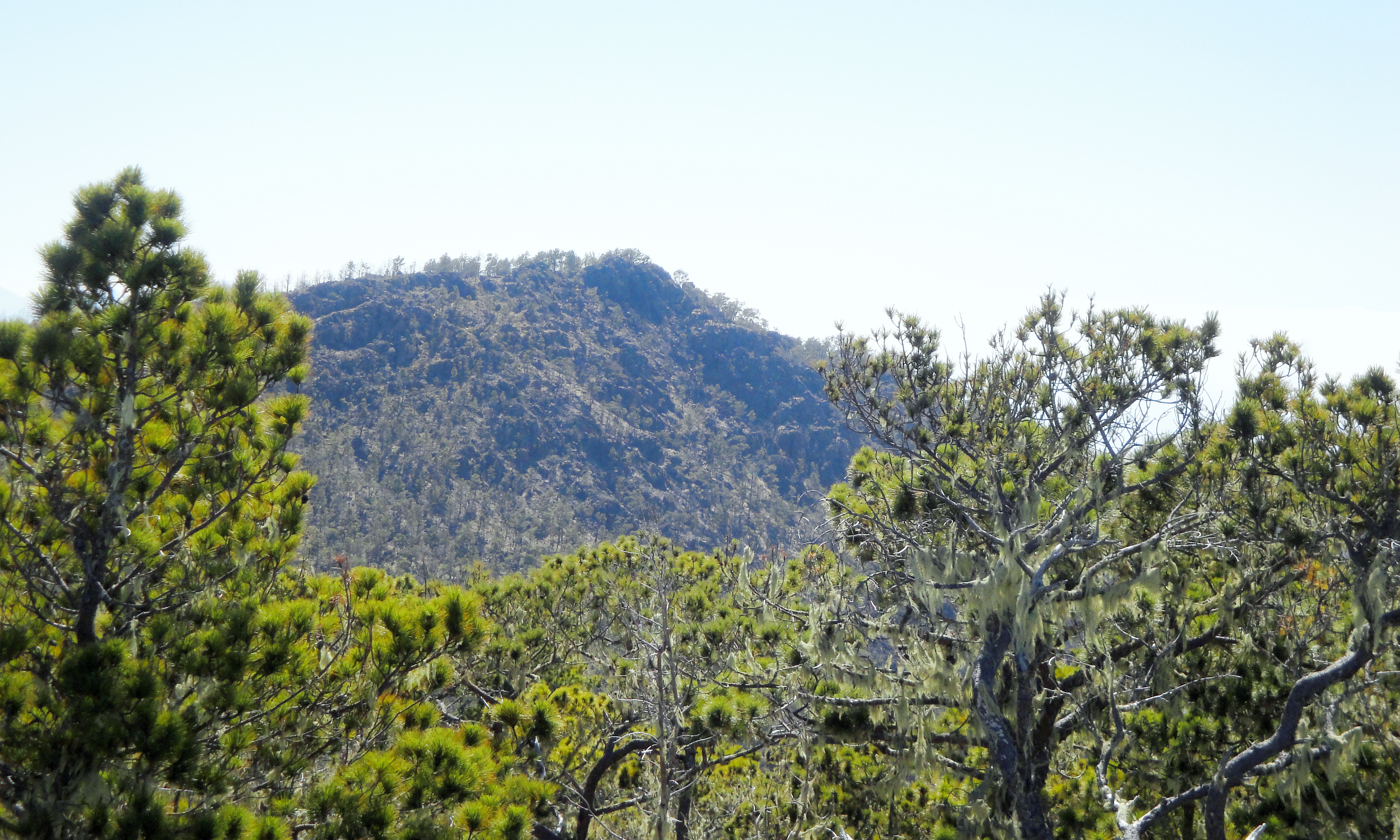
Parque nacional del Pico Duarte, Isla la Española, República Dominicana

El clima de la zona es tropical, variando desde la selva tropical en algunas zonas hasta el monzón tropical y la sabana tropical en otras. También hay algunos lugares que son climas áridos con una considerable sequía en algunos años, y los picos de las montañas tienden a tener climas templados más frescos.
El cambio climático podría plantear importantes riesgos para las islas del Caribe. Los principales cambios ambientales que se esperan para el Caribe son el aumento del nivel del mar, huracanes más fuertes, estaciones secas más largas y estaciones húmedas más cortas.
Como resultado, se espera que el cambio climático afecte la economía, el medio ambiente y la población del Caribe.
Se espera que el aumento del nivel del mar cause erosión costera. Según la NASA, se espera que el nivel del mar aumente entre 0,3 y 1 metro para el año 2050. El aumento del nivel del mar podría afectar a las comunidades costeras del Caribe si están a menos de 3 metros sobre el mar. En América Latina y el Caribe, esto podría afectar entre 29 y 32 millones de personas. Se prevé que las Bahamas y Trinidad y Tobago serán las más afectadas porque al menos el 80 % del total de la tierra está por debajo del nivel del mar. Las pérdidas costeras oscilan entre 940 millones y 1.200 millones de dólares en las 22 ciudades costeras más grandes de América Latina y el Caribe.

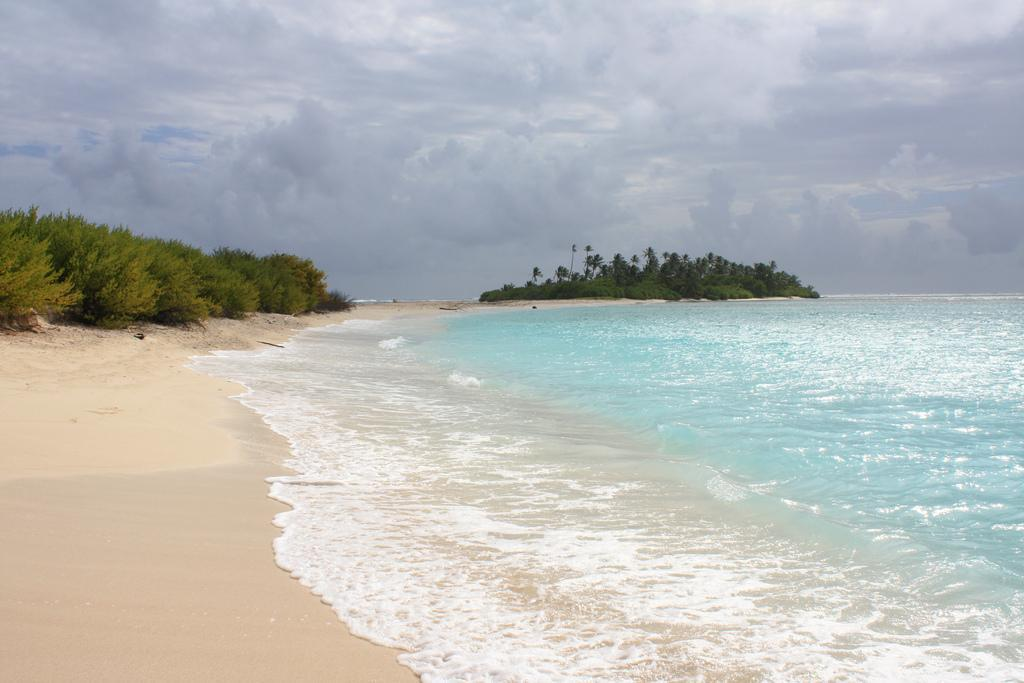
Cayo Bolívar, en San Andrés y Providencia, Colombia

Las principales fuentes de ingresos, como el turismo, también se verán afectadas porque muchas de las principales atracciones turísticas, como playas y hoteles, están cerca de la costa. Los daños en las playas también pueden afectar negativamente a las tortugas marinas que anidan en el Caribe. Las islas sirven de lugares de anidación y de hábitat para las tortugas marinas, que se encuentran en peligro de extinción debido a la erosión costera y a los cambios de hábitat en todas las etapas del ciclo vital.
Se prevé que el aumento de la temperatura del aire y de la superficie del mar favorecerá el desarrollo de huracanes: Los factores clave que conducen al desarrollo de huracanes son las temperaturas cálidas del aire y de la superficie del mar. Las temperaturas más altas aumentan la probabilidad de que la tormenta se convierta en huracán. Esto proporciona la energía para que el huracán se intensifique.
Un aumento de la temperatura de 2 °C por encima de los niveles preindustriales puede aumentar la probabilidad de que se produzcan precipitaciones extremas por huracanes por 4 o 5 veces en las Bahamas, 3 veces en Cuba y la República Dominicana. Incluso las naciones más ricas de la región necesitan 6 años para recuperarse de un semejante evento. Si la temperatura mundial aumenta sólo en 1,5 °C, se reducirá significativamente el riesgo.

### Geología
El Mar Caribe forma parte a su vez del Mediterráneo americano y alcanza una profundidad de 7.680 metros en la Fosa de las Caimán. Está situado principalmente en la Placa del Caribe; sólo la parte noroccidental, más allá de la fosa submarina, se encuentra en la Placa Norteamericana. La actividad tectónica en los límites de las placas provoca repetidos terremotos y ocasionales erupciones volcánicas. En 1995, por ejemplo, la capital de Montserrat, Plymouth, tuvo que ser abandonada tras varias erupciones del Soufrière, cuando ya habían huido unas 8.000 personas. El último gran terremoto se produjo en Haití en 2010, y se calcula que mató a unas 300.000 personas.
Las montañas más altas de las islas caribeñas son: Pico Duarte y picos vecinos de la Cordillera Central, República Dominicana (aprox. 3098 m), Pic la Selle, Haití (aprox. 2674 m), Blue Mountain Peak, Jamaica (aprox. 2256 m), Pico Turquino, Cuba (aprox. 1974 m) y Soufrière, Guadalupe (aprox. 1467 m).

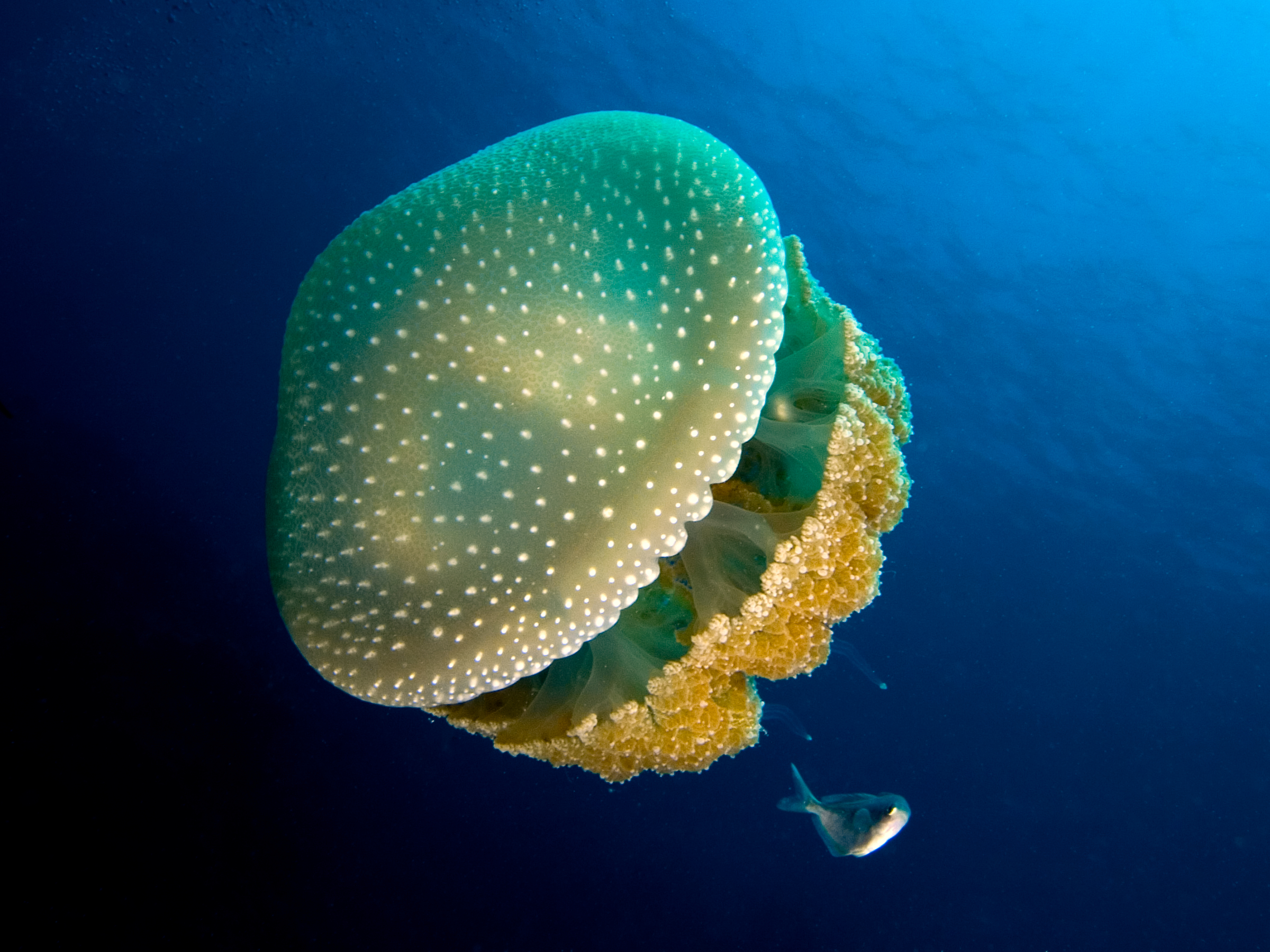
Una medusa campana flotante,(Phyllorhiza punctata) en aguas de Haití

### Biodiversidad
Las islas poseen algunos de los ecosistemas más diversos del mundo. Animales, hongos y plantas están clasificados como uno de los hotspots de biodiversidad por Conservation International debido a la excepcional diversidad de sus ecosistemas terrestres y marinos, que abarcan desde bosques nubosos montanos hasta selvas tropicales y matorrales de cactus. La región también contiene alrededor del 8% (en superficie) de los arrecifes de coral del mundo, así como vastas praderas de pastos marinos, que se encuentran con frecuencia en las aguas marinas poco profundas que bordean las costas insulares y continentales de la región.
En cuanto a los hongos, existe una lista de control moderna basada en cerca de 90.000 registros derivados de especímenes de colecciones de referencia, relatos publicados y observaciones de campo. Esta lista incluye más de 11.250 especies de hongos registradas en la región. Como señalan sus autores, el trabajo dista mucho de ser exhaustivo, y es probable que el número total real de especies fúngicas ya conocidas del Caribe sea superior. Es probable que el número total real de especies fúngicas presentes en el Caribe, incluidas las que aún no se han registrado, sea mucho mayor, dada la estimación generalmente aceptada de que sólo se ha descubierto alrededor del 7% de todos los hongos del mundo.

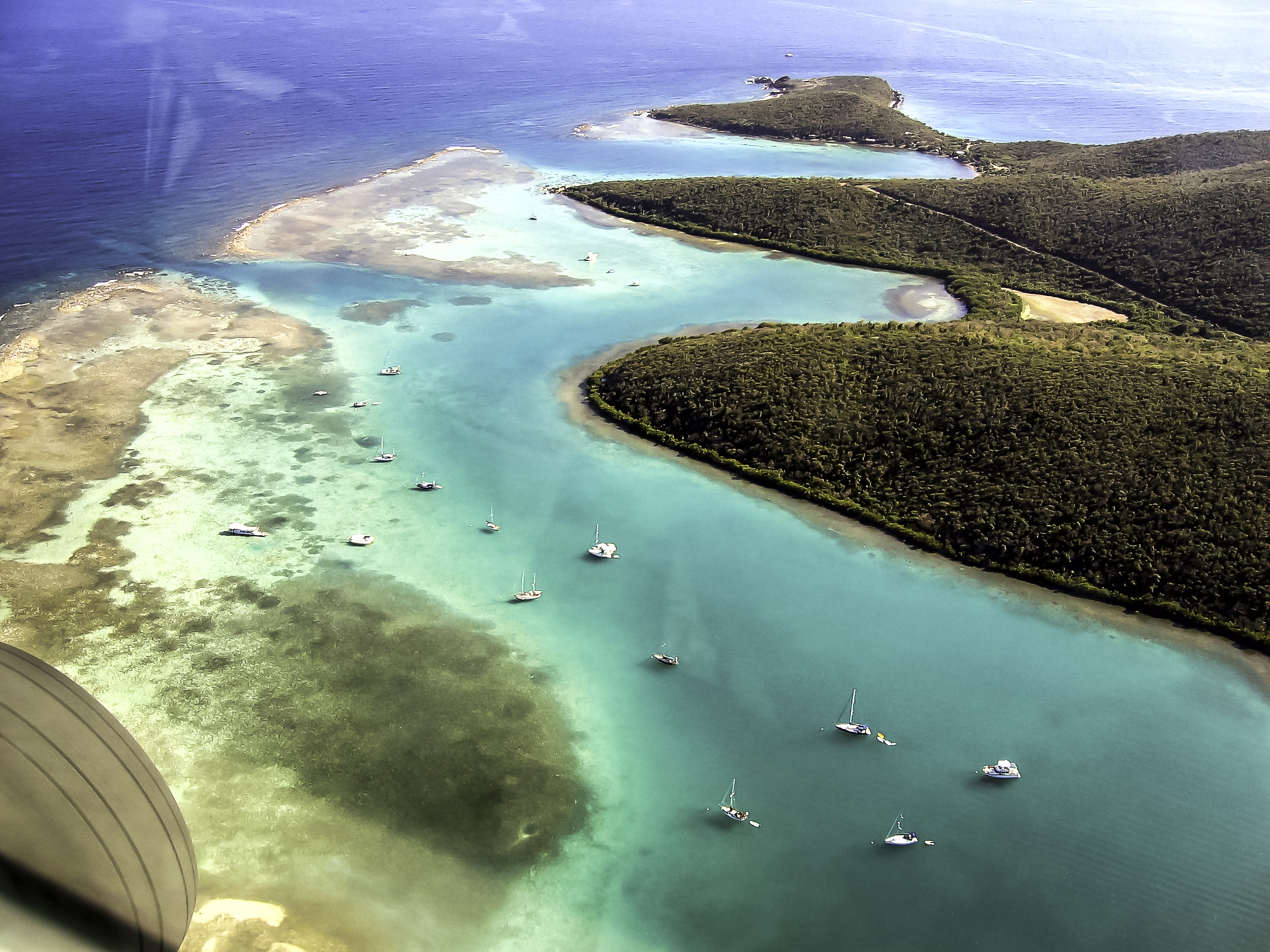
Vegetación en torno a Ensenada Honda en la Isla Culebra, Puerto Rico

Aunque la cantidad de información disponible es todavía escasa, se ha realizado un primer esfuerzo para estimar el número de especies de hongos endémicas de algunas islas del Caribe. Para Cuba, se han identificado provisionalmente 2.200 especies de hongos como posibles endemismos de la isla; para la República Dominicana, el número es de 699 especies; para Puerto Rico, el número es de 789 especies; para Trinidad y Tobago, el número es de 407 especies. Muchos ecosistemas insulares han sido devastados por la deforestación, la contaminación y la invasión humana. La llegada de los primeros humanos está correlacionada con la extinción de los búhos gigantes y los perezosos enanos terrestres.
Los arrecifes de coral de la región, que contienen alrededor de setenta especies de coral duro y entre quinientas y setecientas especies de peces asociados a los arrecifes, han experimentado un rápido declive en la integridad del ecosistema en los últimos años, y se consideran especialmente vulnerables al calentamiento global y a la acidificación de los océanos. Según un informe del PNUMA, los arrecifes de coral podrían extinguirse en los próximos veinte años debido a la explosión demográfica en las costas, la sobrepesca, la contaminación de las zonas costeras y el calentamiento global.

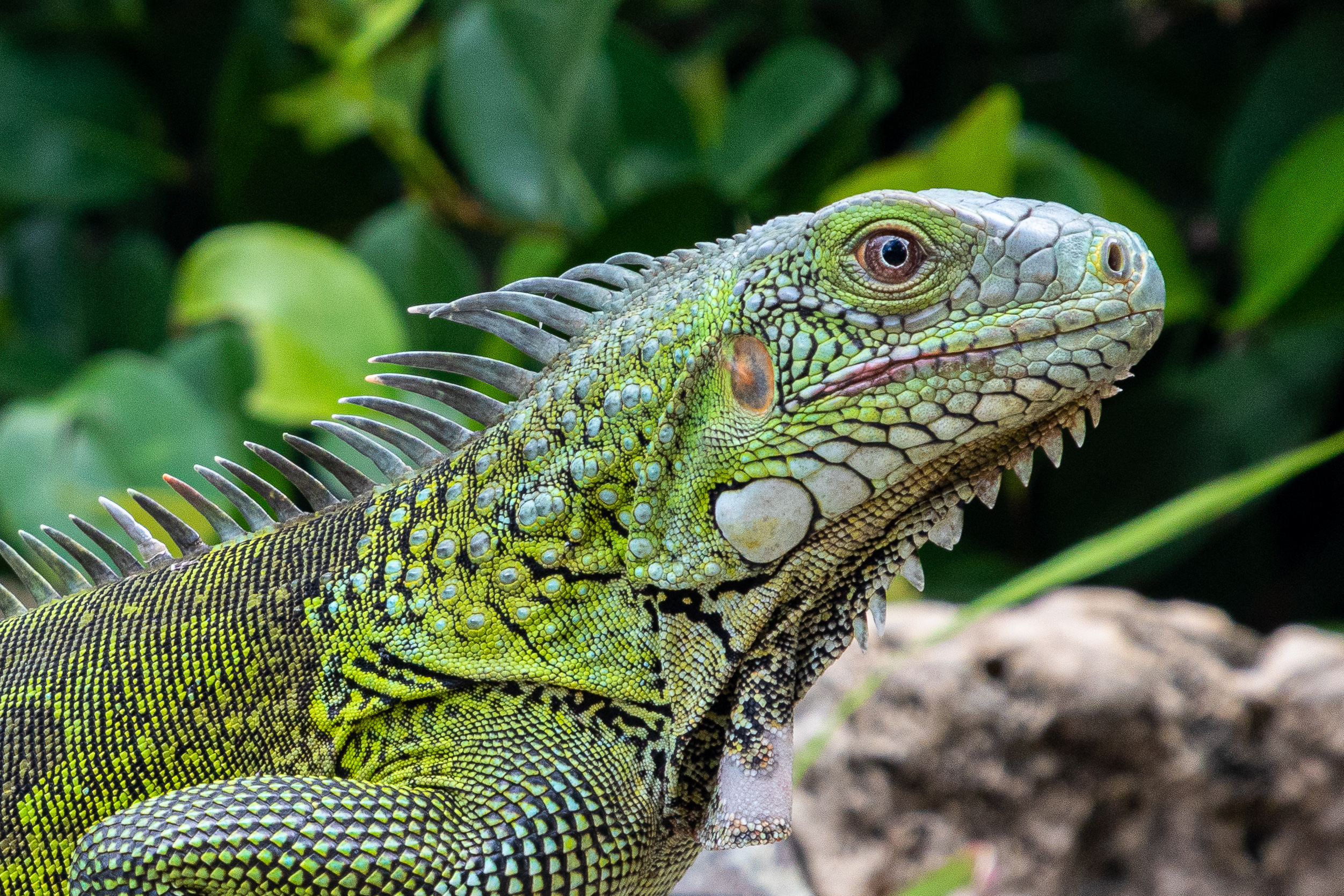
Iguana de Curazao

Algunas islas tienen terrenos que los europeos encontraron adecuados para el cultivo. El tabaco fue un cultivo importante a principios de la época colonial, pero acabó siendo superado por la producción de caña de azúcar como cultivo básico de la región. A partir de la caña de azúcar se producía azúcar para exportar a Europa. Cuba y Barbados han sido históricamente los mayores productores de azúcar. El sistema de plantaciones tropicales llegó así a dominar el poblamiento del Caribe. Otras islas han resultado tener tierras poco aptas para la agricultura, por ejemplo Dominica, que sigue siendo muy boscosa. Las islas del sur de las Antillas Menores, Aruba, Bonaire y Curazao, son extremadamente áridas, por lo que no son aptas para la agricultura. Sin embargo, tienen marismas saladas, explotadas por los holandeses. El agua de mar se bombeaba a cuencas poco profundas, produciendo sal gruesa al evaporarse el agua.

## Demografía
En gran parte de las islas del Caribe estaban dominadas por pueblos de la familia lingüística caribe y la familia lingüística arahuaca (estos últimos habrían llegado primero y habrían compartido las islas con posibles pueblos prearahuacanos cuyas lenguas no fueron documentadas), la etnia conocida como «caribes» abundaban en Venezuela,hay una gran variedad de nativos antillanos que provienen de Venezuela y/o Colombia que muestran diversidad mayor y la situación étnica, lingüística y cultural es más compleja. Entre las etnias del Caribe mejor conocidas están:

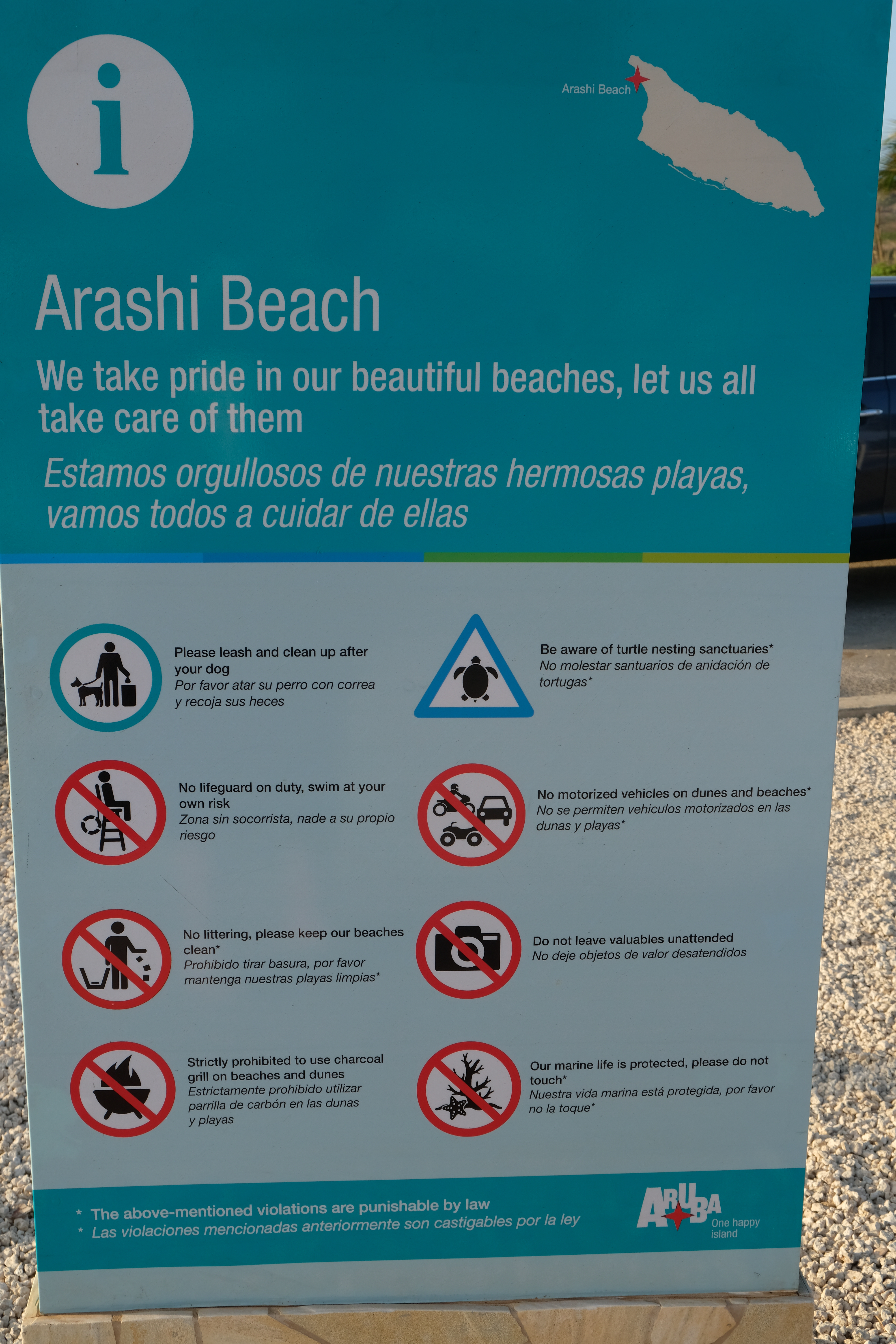
Un aviso bilingüe en Aruba escrito tanto en inglés como en español

- Arahuacos
- Ciguayos
- Galibi
- Kalinago
- Garífuna
- Igneri
- Lucayos
- Macorís
- Maya
- Siboney
- Taínos

### Idiomas
En el Caribe se hablan un conjunto de idiomas y dialectos caracterizados por una diversidad lingüística basada en el extenso bagaje histórico y cultural de la región. En total se incluyen seis idiomas oficiales: cuatro lenguas europeas (el español, el francés, el inglés y el neerlandés) y dos lenguas criollas (el haitiano y el papiamento). Además se hablan una veintena de lenguas criollas típicas de la región caribeña (en sí divididas en subdialectos), un pidgin y un koiné. Todas ellas son lenguas vernáculas sin estatus oficial.
Ninguna de las lenguas indígenas insulares del Caribe precolombino ha sobrevivido hasta la actualidad. Las únicas lenguas indígenas consideradas caribeñas en la mayoría de clasificaciones son las habladas en las Guayanas, siendo todas lenguas caribes y arahuacas (salvo el warao, que es una lengua aislada). Si se contempla a los países que bordean el mar Caribe como entidades caribeñas en su totalidad (no solo las regiones caribeñas), se puede añadir algunas lenguas mayenses a esta definición, que sin embargo no son lenguas caribeñas en el sentido estricto de la palabra.

## Política

### Instituciones regionales
- Comunidad del Caribe (CARICOM), Guyana
- Asociación de Estados del Caribe (AEC), Trinidad y Tobago
- Organización de Estados del Caribe Oriental (OECS), Santa Lucía
- Banco de Desarrollo del Caribe (CDB), BarbadosMapa de los países miembros de Caricom

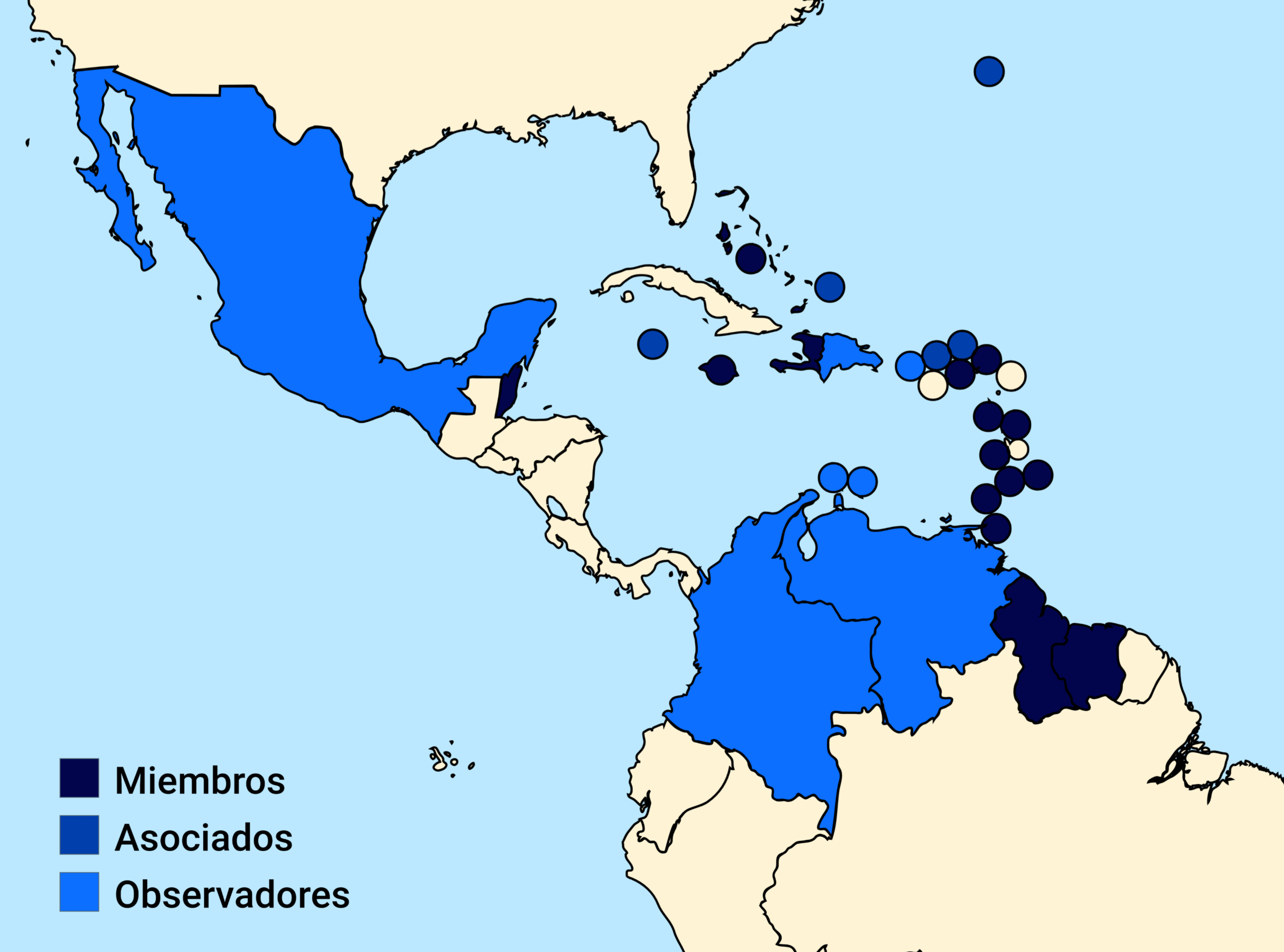
Mapa de los países miembros de Caricom

- Caribbean Disaster Emergency Response Agency (CDERA), Barbados
- Caribbean Examinations Council (CXC), Barbados y Jamaica
- Caribbean Programme for Economic Competitiveness (CPEC), Santa Lucía
- Caribbean Tourism Organisation (CTO), Barbados
- Inter-American Economic Council (IAEC), Washington D. C.
- Registro de Direcciones de Internet de América Latina y Caribe (LACNIC), Brasil y Uruguay
- Comisión Económica para América Latina y el Caribe (CEPAL), Chile y Trinidad y Tobago